# Wereldkampioenschap schaatsen allround vrouwen 1967
Het achtentwintigste Wereldkampioenschap schaatsen allround voor vrouwen werd op 18 en 19 februari 1967 verreden in het IJsselstadion in Deventer, Nederland. Het was het eerste WK Allround voor vrouwen dat in Nederland georganiseerd werd.
Er deden drieëndertig deelneemsters uit twaalf landen mee, Nederland (4), de DDR (2), Finland (3), Frankrijk (2), Noorwegen (3), Polen (2), de Sovjet-Unie (5), Zweden (2), Japan (2), Noord-Korea (4), Canada (2) en de Verenigde Staten (2). Elf rijdsters debuteerden deze editie, waaronder Ans Schut, die een zilveren medaille op de 5000m wist te veroveren en als vijfde in de eindrangschikking zou eindigen. Wil Burgmeijer reed haar tweede WK Allround en eindigde op de 10e plaats, terwijl Carry Geijssen met haar vierde optreden op het WK Allround op de twaalfde plaats eindigde, mede door een val op de 1000 meter.
Stien Kaiser wist haar goede prestaties van de WK's van 1965 en 1966 nogmaals te verbeteren, door drie afstandszeges te behalen (op de 1500, 1000 en 3000m) en, als eerste Nederlandse, wereldkampioene te worden. Stien Kaiser was daarmee de eerste niet-Russin die wereldkampioene werd, zestien jaar nadat de Finse Eevi Huttunen op het WK van 1951 (een toernooi zonder deelname van rijdsters uit de Sovjet-Unie) wereldkampioene werd.
Lasma Kauniste, tweede in de eindrangschikking, werd de eerste vrouw die op het erepodium stond zonder een afstandsmedaille te veroveren, in alle voorgaande edities werd ten minste één afstandsmedaille gewonnen door de vrouwen op het podium.
Dianne Holum, derde in de eindrangschikking, werd de derde Amerikaanse die op het erepodium bij de huldiging stond na Helen Bina (derde in 1933) en Kit Klein (derde in 1935, eerste in 1936).
De Zweedse Christina Lindblom-Scherling nam dit jaar voor de elfde keer aan het WK Allround mee, een evenaring van de prestatie die Eevi Huttunen op het WK van 1960 bereikte. Kaija Mustonen nam dit jaar voor de negende keer deel aan het WK Allround, daarmee de derde vrouw die dit bereikte.
Ook dit kampioenschap werd over de kleine vierkamp, respectievelijk de 500m, 1500m, 1000m en 3000m, verreden.

## Medailles per afstand
| Afstand | Goud ·       | Zilver ·                    | Brons ·        |
| ------- | ------------ | --------------------------- | -------------- |
| 500m    | Mary Meyers  | Irina Jegorova Dianne Holum | -              |
| 1500m   | Stien Kaiser | Lidia Skoblikova            | Kaija Mustonen |
| 1000m   | Stien Kaiser | Kim Song-sun                | Dianne Holum   |
| 3000m   | Stien Kaiser | Ans Schut                   | Kaija Mustonen |

## Klassement
| Rang   | Schaatsster                  | Land                           | Punten  | 500m          | 1500m       | 1000m         | 3000m       |
| ------ | ---------------------------- | ------------------------------ | ------- | ------------- | ----------- | ------------- | ----------- |
| Goud   | Stien Kaiser                 | Nederland                      | 195,384 | 46,5 (4)      | 2.23,0 (1)  | 1.36,2 (1)    | 5.18,7 (1)  |
| Zilver | Lasma Kauniste               | Sovjet-Unie                    | 199,584 | 46,6 (5)      | 2.26,3 (4)  | 1.38,3 (4)    | 5.30,4 (5)  |
| Brons  | Dianne Holum                 | Verenigde Staten               | 199,600 | 46,1 (2)      | 2.26,4 (5)  | 1.37,5 (3)    | 5.35,7 (9)  |
| 4      | Lidia Skoblikova             | Sovjet-Unie                    | 199,784 | 46,8 (6)      | 2.23,9 (2)  | 1.39,4 (8)    | 5.31,9 (7)  |
| 5      | Ans Schut                    | Nederland                      | 199,917 | 48,0 (14)     | 2.26,7 (6)  | 1.39,1 (6)    | 5.20,8 (2)  |
| 6      | Valentina Stenina            | Sovjet-Unie                    | 201,200 | 46,9 (7)      | 2.27,4 (8)  | 1.40,1 (11)   | 5.30,7 (6)  |
| 7      | Irina Jegorova               | Sovjet-Unie                    | 201,933 | 46,1 (2)      | 2.29,7 (11) | 1.38,3 (4)    | 5.40,7 (12) |
| 8      | Kaija Mustonen               | Finland                        | 202,133 | 49,1 (28)     | 2.26,2 (3)  | 1.39,5 (9)    | 5.27,3 (3)  |
| 9      | Kim Song-sun                 | Noord-Korea                    | 202,567 | 48,0 (14)     | 2.27,8 (9)  | 1.37,1 (2)    | 5.40,5 (11) |
| 10     | Wil Burgmeijer               | Nederland                      | 202,633 | 47,4 (13)     | 2.30,1 (13) | 1.39,1 (6)    | 5.33,9 (8)  |
| 11     | Han Pil-hwa                  | Noord-Korea                    | 204,950 | 48,1 (17)     | 2.29,9 (12) | 1.41,4 (15)   | 5.37,1 (10) |
| 12     | Carry Geijssen               | Nederland                      | 205,017 | 48,2 (19)     | 2.26,7 (6)  | 1.46,1 * (30) | 5.29,2 (4)  |
| 13     | Mary Meyers                  | Verenigde Staten               | 205,516 | 46,0 (1)      | 2.30,4 (16) | 1.39,6 (10)   | 5.27,5 (16) |
| 14     | Kaija-Liisa Keskivitikka     | Finland                        | 206,750 | 48,7 (24)     | 2.30,2 (14) | 1.40,4 (13)   | 5.46,7 (14) |
| 15     | Anna Sablina                 | Sovjet-Unie                    | 207,000 | 49,2 (30)     | 2.29,4 (10) | 1.40,6 (14)   | 5.46,2 (13) |
| 16     | Martine Ivangine             | Frankrijk                      | 207,634 | 47,6 (10)     | 2.30,2 (14) | 1.43,2 (23)   | 5.50,2 (15) |
| NC17   | Sigrid Sundby                | Noorwegen                      | 147,833 | 47,6 (10)     | 2.30,4 (16) | 1.40,2 (12)   | -           |
| NC18   | Sachiko Saito                | Japan                          | 149,217 | 46,9 (7)      | 2.33,5 (25) | 1.42,3 (17)   | -           |
| NC19   | Lisbeth Berg                 | Noorwegen                      | 149,333 | 47,8 (13)     | 2.31,0 (18) | 1.42,4 (18)   | -           |
| NC20   | Adelhejda Mroske             | Polen                          | 150,550 | 48,0 (14)     | 2.33,0 (24) | 1.43,1 (22)   | -           |
| NC21   | Herlind Hürdler              | Duitse Democratische Republiek | 150,933 | 48,7 (24)     | 2.31,9 (20) | 1.43,2 (23)   | -           |
| NC22   | Rita Schmidt                 | Duitse Democratische Republiek | 151,000 | 47,7 (12)     | 2.36,0 (28) | 1.42,6 (19)   | -           |
| NC23   | Christina Lindblom-Scherling | Zweden                         | 151,100 | 48,3 (21)     | 2.32,1 (22) | 1.44,2 (27)   | -           |
| NC24   | Tuula Vilkas                 | Finland                        | 151,217 | 49,0 (27)     | 2.31,7 (19) | 1.43,3 (25)   | -           |
| NC25   | Akiko Ariga                  | Japan                          | 151,383 | 48,8 (26)     | 2.31,9 (20) | 1.43,9 (26)   | -           |
| NC26   | Doreen McCannell             | Canada                         | 151,583 | 48,2 (19)     | 2.32,2 (23) | 1.45,3 (29)   | -           |
| NC27   | Ruth Schleiermacher          | Duitse Democratische Republiek | 151,700 | 48,4 (22)     | 2.36,6 (29) | 1.42,2 (16)   | -           |
| NC28   | Ylva Hedlund                 | Zweden                         | 151,800 | 49,1 (28)     | 2.33,6 (26) | 1.43,0 (21)   | -           |
| NC29   | Ko Kyung-hi                  | Noord-Korea                    | 152,000 | 48,5 (23)     | 2.36,6 (29) | 1.42,6 (19)   | -           |
| NC30   | Marianna Kaim                | Polen                          | 152,167 | 48,1 (17)     | 2.34,4 (27) | 1.45,2 (28)   | -           |
| NC31   | Patricia Demartini           | Frankrijk                      | 166,850 | 53,7 (32)     | 2.45,0 (32) | 1.56,3 (32)   | -           |
| NC32   | Wendy Thompson               | Canada                         | 169,200 | 1.01,1 * (33) | 2.45,0 (32) | 1.46,2 (31)   | -           |
| -      | Ko Kwang-za                  | Noord-Korea                    | 103,300 | 49,4 (31)     | 2.41,7 (31) | NS            | -           |

* = met val
NC = niet gekwalificeerd
NF = niet gefinisht
NS = niet gestart
DQ = gediskwalificeerd
Vet gezet = kampioenschapsrecord